# Hughes H-4 Hercules
Hughes H-4 Hercules je prototyp obřího transportního letounu navržený a postavený ve čtyřicátých letech 20. století společností Hughes Aircraft. Bývá označován největším letadlem, které bylo doposud postaveno, а má i největší rozpětí křídel. Dnes je vystaven v Evergreen Aviation Museum v McMinnville, stát Oregon, USA.

## Historie

Porovnání největších letadel světa:
Hughes H-4 Hercules (1947)
Airbus A380-800 (první let 2005)
Antonov An-225 (první let 1988)
Boeing 747-8 (první let 2010)
Stratolaunch (první let 2019)

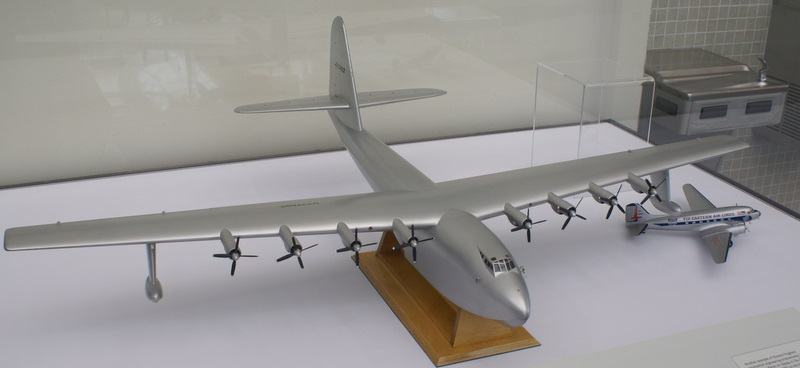
Porovnání velikostí H-4 a DC-3

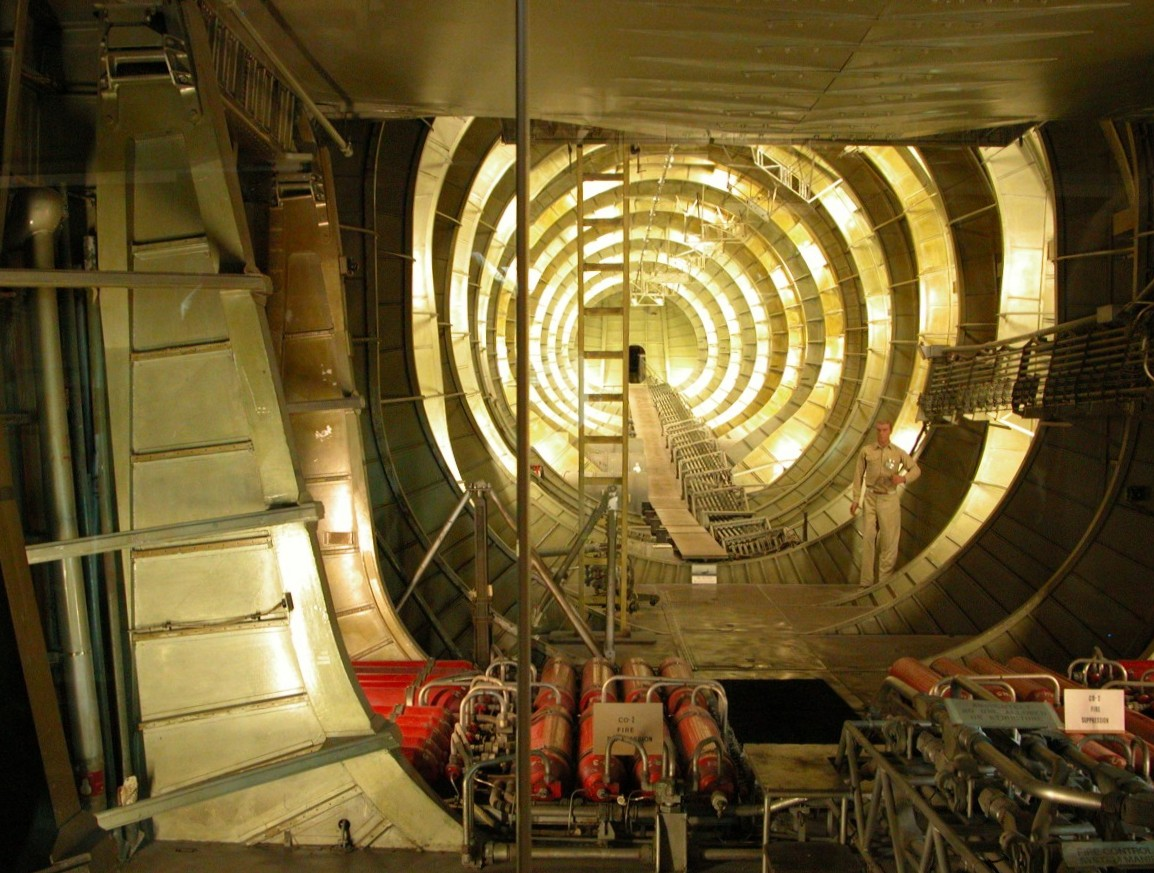
Trup letounu

V roce 1942 stálo U.S. Department of War (americké ministerstvo války) před potřebou dopravit velké množství vojenského materiálu a vojáků do druhou světovou válkou sužované Evropy. Spojenecké loďstvo v tomto období utrpělo velké ztráty kvůli německým ponorkám operujícím v Atlantském oceánu, bylo proto rozhodnuto o vytvoření leteckého mostu mezi USA a Velkou Británií. Letectvo ovšem nedisponovalo transportním letounem dostatečné kapacity, byl tedy vydán požadavek na jeho vývoj a výrobu. Vedle potřeby velké přepravní kapacity byl navíc návrh s ohledem k válečným prioritám a nedostatku kovů omezen v tom, že letadlo nemohlo být vyrobeno z kovu.
Krátce po zadání požadavku na vývoj se setkali průmyslníci Henry J. Kaiser a Howard Hughes a jejich spolupráce vyústila v návrh letadla HK-1, které mělo být do té doby největším postaveným letadlem a mělo unést 1 tank M4 Sherman nebo 750 plně vyzbrojených vojáků (18 čet). HK v názvu stroje bylo vytvořeno z prvních písmen příjmení průmyslníků Hughes-Kaiser. Ministerstvu se návrh zamlouval a ještě v roce 1942 byla sepsána smlouva na 3 stroje postavené během následujících 2 let.
Protože Henry J. Kaiser byl ocelář a stavitel lodí (Liberty), odešel z projektu a další konstrukci letadla se věnoval již jen Howard Hughes a jeho šéfkonstruktér Glenn Odekirk. Potíže s konstrukcí tak obrovského dřevěného letadla ovšem projekt zbrzdily natolik, že po roce 1944 již přestal být pro vládu naléhavý.
Stroj byl po odchodu Kaisera přejmenován na H-4 (nestačilo odebrat K z názvu, H-1 se již jmenoval Hughesův letoun pro rychlostní rekord), časem ovšem u netrpělivých senátorů dostal také hanlivé přezdívky „Létající sklad dříví“ (Flying Lumberyard) nebo „Smrková husa“ (Spruce Goose). Zvlášť druhá přezdívka ukazovala na neobeznámenost politiků s projektem, letoun H-4 totiž nebyl stavěn ze smrkového, ale převážně z lehkého a odolného březového dřeva s laminací a látky. Smrk byl použit pouze v malém množství, stejně jako javor, topol a balsa.
Stavba letadla nebyla pro použití ve druhé světové válce dokončena včas a protahovala se nakonec až do roku 1947. Dne 6. srpna 1947 musel Howard Hughes obhajovat před vyšetřovacím výborem senátu použití tehdy obrovské částky 22 milionů USD z veřejných prostředků na tento nedokončený projekt (sám ovšem do projektu vložil vlastních dalších 18 milionů USD). Slyšení bylo odročeno, čehož Hughes využil k dokončení projektu.

## Letová ukázka
Aby Hughes prokázal letuschopnost stroje, byl dne 2. listopadu 1947 proveden první a zároveň poslední let. Uskutečnil se v přístavu v Los Angeles, na palubě byli vedle pilotujícího Howarda Hughese i kopilot Dave Grant, letečtí inženýři, mechanici a pozvaní novináři a zástupci průmyslu (celkem 32 osob). Letoun uletěl ve výšce 70 stop (21 metrů), rychlostí 217 km/h, vzdálenost asi jedné míle (1,6 km). Tato prezentace však měla jen minimální vypovídací schopnost o skutečné letuschopnosti stroje, neboť mimo to, že letoun nesl jen minimální zátěž (palivo a osoby), neopustil vůbec oblast zvýšeného vztlaku, působící na minimálních letových výškách (tzv. přízemní efekt).
Letoun měl během letu imatrikulaci NX37602, jež byla později změněna na N37602.

## Další osudy
H-4 Hercules byl po letu vrácen zpět do klimatizovaného hangáru, kde byl původně stavěn, a až do úmrtí Howarda Hughese v roce 1976 byl udržován v letuschopném stavu. V roce 1980 byl poté vystavován na Long Beach v Kalifornii, v hale sousedící s lodí Queen Mary. Nemovitost i s oběma technickými památkami v roce 1988 získala The Walt Disney Company, letadlo bylo následně rozebráno a na přelomu let 1992/93 přemístěno do Evergreen Aviation Museum v McMinnville, stát Oregon, USA, kde je dnes (opět vcelku) vystaveno.
Traduje se, že v době svého prvního letu byl H-4 Hercules 3× větší než jakýkoliv do té doby postavený letoun a 6× větší než běžná letadla své doby.
Osobou Howarda Hughese byl inspirován oscarový celovečerní film Letec, ve kterém je zapracována i legenda o stavbě H-4 Hercules. Z původního hangáru o rozloze 29 000 m², kde byl H-4 Hercules stavěn, jsou nyní filmové ateliéry, v nichž se natáčely například filmy Titanic nebo Po čem ženy touží.

## Technické údaje

Porovnání se vzducholodi LZ 129 Hindenburg,
LZ 129 Hindenburg (první let 1936)
Hughes H-4 Hercules (1947)
An-225 (první let 1988)
Airbus A380-800 (první let 2005)
Boeing 747-8 (první let 2010)

- Posádka: 1 pilot, 2 palubní inženýři
- Rozpětí: 97,54 m
- Plocha křídla: 1 062 m²
- Plošné zatížení: ? kg/m²
- Délka: 66,65 m
- Výška: 24,18 m (trup 9,1 m)
- Prázdná hmotnost:
- Max. vzletová hmotnost : 180 000 kg
- Pohonná jednotka: 8× Pratt & Whitney R-4360, každý o výkonu 3 000 k (2 240 kW)
- Vrtule: pro každý motor 1× čtyřlistá Hamilton Standard o průměru 5,23 m
- Objem nádrže: 53 000 l

## Výkony
S ohledem na jediný uskutečněný, ne však zcela regulérní let, se jedná pouze o výrobcem přislíbené výkony
- Cestovní rychlost: 354 km/h (v předváděcím letu dosáhl rychlosti 217 km/h)
- Maximální rychlost: ?
- Dolet: 4 800 km (jediný let byl kratší než 2 km)
- Dostup: 6 370 m (v jediném letu dosáhl výšky 21 m)